# 葉蒨文
葉蒨文（英語：Sally Yeh Chien-Wen，1961年9月30日—），香港女歌手、演員，出生於台灣。早於1979年18歲在台灣演藝圈出道，1980年成為歌手，後來於1984年轉往香港發展，憑著由林子祥作曲、其初試啼聲粵語流行曲《零時十分》一炮而紅，同時接拍多部香港電影演出。1988年，葉蒨文憑《祝福》橫掃該年度所有音樂大獎嶄露頭角，1990-1993年連續四年奪得香港十大勁歌金曲頒獎典禮「最受歡迎女歌星」獎項，在四大天王稱霸樂壇年代獲「四大天后」封號。
葉蒨文是首屆叱咤樂壇流行榜頒獎典禮「叱咤樂壇女歌手金獎」得主。此外，葉蒨文亦曾先後奪得TVB十大勁歌金曲頒獎典禮「金曲金獎」兩次、商業電台「叱咤樂壇至尊歌曲大獎」、「叱咤樂壇我最喜愛的歌曲大獎」、「叱咤樂壇大碟IFPI大獎」（即「叱咤樂壇至尊唱片大獎」）兩次、香港電台「最佳女歌手」、香港新城電台「勁爆女歌手金獎」、香港電影金像獎「最佳原創電影歌曲」等多個重要獎項。2011年1月，更獲香港電台頒發樂壇最高殊榮－金針獎，表揚她多年來的努力與在樂壇的貢獻。她的粵語歌曲代表作品包括《零時十分》、《長夜My Love Goodnight》、《乾一杯》、《祝福》、《黎明不要來》、《流金歲月》、《珍重》、《焚心以火》、《秋去秋來》、《信自己》、《情人知己》、《你今天要走》、《女人的弱點》、《完全是你》、《談情說愛》，以至千禧年代的《傷逝》等。國語歌曲方面，於九十年代初憑藉一曲《瀟灑走一回》、以及與林子祥合唱的《選擇》唱得街知巷聞，歌曲的影響力及傳唱度遍及整個大中華及星馬地區，更曾於1993年勇奪台灣金曲獎的「最佳國語歌曲女演唱人獎」，以及首屆新加坡金曲獎的「最受歡迎女歌手」殊榮。國語歌代表作品包括《瀟灑走一回》、《選擇》、《曾經心痛》、《真心》、《明月心》、《晚風》、《離開情人的日子》、《我的愛對你說》、《愛的可能》等。

## 家世
父系一方，葉蒨文父親是廣東省中山縣人。嘉禾電影公司宣傳部主管杜惠東回憶，指葉蒨文父親「年幼時」曾赴美國念工程學，回國任中華民國空軍機械士官，隨國民黨退守台灣後，因英語流暢被美軍聘往西雅圖大學做機械教授，後轉加拿大維多利亞大學當工程學教授，此時返回台灣結婚、女兒葉蒨文在1961年台灣出生，再舉家移民加拿大維多利亞。葉蒨文母親為了女兒能講國語，自6歲起每年暑假帶她回台北，在外公家居住幾個月。另有報導說葉蒨文父親小時在廣州讀書，並將父親去台灣的年齡標為「十七八歲」，惟「十七八歲」這年齡與前述「年幼時曾赴美國念工程學」不太吻合。
母系一方，葉蒨文的外公是第一屆（1947）國民大會江蘇省代表袁其烱先生。葉蒨文母親1929年生。葉蒨文四歲時，因為身為權貴之後，為避免她受到當時台灣的社會環境影響，故申請移民，一家三口長居加拿大維多利亞，僅暑假短期返台居住。葉蒨文從未對外公開父母姓名，家庭狀況多為同業訪談透露。
葉蒨文早期在台發展時期曾居住於外公家，後與母親在外租屋，赴港工作時期則入住電影公司所提供的酒店，直到27歲左右(1988年)起才開始在港置產居住。因原本在加住所仍保留，加上婚後配合夫家生活，於舊金山置產，近年則主要住在香港。
葉倩文1980年代來香港時一句粵語都聽不懂，華納音樂 (香港)總經理吳正元（女）安排自己的丈夫林子祥擔任葉倩文的粵語老師兼聲樂老師。林子祥說：「我剛剛認識她的時候，她唱的中文歌和英文歌都很好聽，但就是不會說粵語，所以我手把手教她學粵語，唱粵語歌。」
葉父於2014年1月4日逝世，2015年11月25日葉蒨文於Facebook與微博以中英雙語發表對於父親的感悟，還刊有兩張童年的家庭合照。

## 演藝事業

### 出道之前
1961年9月30日，葉蒨文出生於台湾台北市，幼時隨家人移民加拿大維多利亞。她在加拿大長大懂得說流利的英語但是因為她的家庭是來自台灣, 她也基本上會講國語。她當初加入台灣的綜藝時候, 她只會說一般簡單的國語但完全不懂得寫和看中文，唱歌則完全是靠她的一套獨家方法：把英文字母拼注在漢字上面來發中文的音，而唱出來的效果居然可以讓人感覺到字正腔圓。 因家中親友在中華電視公司內有熟人，故她14歲起就常跟隨家人在電視台串門子追星。因為個頭高挑、落落大方，有時也會以「小莎莉」為名，出現在娛樂新聞花絮，張小燕、張菲、陸一龍等人都對當時常出沒在電視台的這個高挑少女留下深刻印象。16歲接受模特兒課程訓練，17歲時曾參加《溫哥華華埠小姐》（Miss Vancouver Chinatown）選美，但因暑假時間多不在加拿大，社會公益分數不足，故獲得第三名。

### 台灣出道初期：1979年至1983年
1979年，18歲在加拿大讀書的葉蒨文趁著暑假回到台灣，一日在買炸雞時，碰到某位電視台工作的演藝圈人許勝武被其邀請試鏡，從而開展演藝事業 。
1980年，19歲時的她經引薦下拍攝味全鮮果汁電視廣告，台詞「味全鮮果ㄗ」令人印象深刻，另以成熟風格拍攝美爽爽粉底產品平面廣告，在台灣正式出道。首部作品就是拍攝電影《一根火柴》，並在民歌音樂家李泰祥指導下灌錄首張國語專輯《春天的浮雕》，簽約First AV唱片公司成為了歌手；後來與陳揚等音樂家合作，錄製流行音樂專輯，也翻唱了河合奈保子、理查德·克莱德曼等人的作品。1980年至1983年間，葉蒨文在台灣先後推出了五張國語專輯，惟反應一般，加上自1982年，在香港雜誌《銀色世界》主編王安妮引薦下，葉蒨文有機會開始拍攝香港電影《賓妹》與《殺入愛情街》，以及1983年在香港工作時認識楊凡、林子祥及簽約香港華納唱片的契機，使她逐漸把演藝事業重心由台灣轉移到香港。
她到香港發展後仍有跟台灣娛樂界合作了一段時間，拍攝《紅粉兵團》、《七隻狐狸》等電影，並於1986年為台視錄製新年特輯，同年淡出台灣影視圈。

### 香港發展初期：1983年至1986年
1983年，因林子祥製作《愛情故事》粵語專輯內其中一首單曲《重逢》需要合唱女歌手，經導演楊凡引薦，只在台灣出過唱片、完全不會講粵語的葉蒨文前往試音，獲得錄製單曲的機會，自此與林子祥結緣。
1984年，在結束台灣唱片約後，她把演藝事業重心從台灣轉移至香港，簽約香港華納唱片，並由林子祥擔任其粵語和歌唱技巧指導。這年，葉蒨文正式在香港樂壇出道，推出了由林子祥為她作曲的首支粵語歌曲《零時十分》及其首張粵語專輯《葉蒨文》，又參演了多部香港電影；《零時十分》推出後大受歡迎、傳唱度甚高和進佔各流行榜冠軍位置，大大開啟了葉蒨文在香港的知名度，更為其專輯奪得白金唱片銷量。她更憑此曲以香港新人之姿首度獲得十大勁歌金曲頒獎典禮的「十大金曲獎」，以當時來說可算非常難得的成績。
1985年，推出同名專輯《葉蒨文II》，當中有多首膾炙人口的歌曲：主打歌《長夜 MY LOVE GOODNIGHT》、電影《上海之夜》的主題歌《晚風》、電影《愛神一號》的主題歌《迷惑》， 以及《200度》等，都得到不少歌迷的喜愛，唱片銷量也節節上升。在香港演藝名人甘國亮引薦下，拍攝了徐克導演的一部大製作的《上海之夜》，已使她在港台及日本知名度大增，並入選同年電影雜誌《銀色世界》的港台十大女星。
1986年，推出同名專輯《葉蒨文Ⅲ》，主打一改曲風的《CHA CHA CHA》、激昂情歌《我要活下去》及翻唱了日本電視劇《阿信》的港版主題曲《阿信的故事》。她曾透露當年得知有一位女歌迷，準備到海邊自殺，但因為聽到她的《我要活下去》而打消了念頭，還拿了一點沙寄給她。

### 歌影走紅時期：1987年至1989年
1987年，憑藉在電影《刀馬旦》中的精采演出，葉蒨文獲得第六屆香港電影金像獎「最佳女主角」提名，惟最終未獲獎。同年，在華納唱片的策劃和製作下，推出了專輯《甜言蜜語》。該唱片無論從作曲、填詞、配樂、錄音、造型、攝影、封套製作等方面，均有當時的樂壇精英參與，並且由林子祥、黃柏高、鍾定一偕同葉蒨文親自監製，使之成為她從二線向一線進軍的攀升之作。除了改編黃鶯鶯《門前楊柳迎風擺》一首大受歡迎的中國小調式主打歌為粵語版的《甜言蜜語》外，亦還有翻唱黃鶯鶯《留不住的故事》為慢版電視劇片尾曲《為何》、倫巴風情的舞曲《海旁獨唱》都是上乘之作，與林子祥合唱的《乾一杯》更入選商業電台「叱吒樂壇年度十大合唱金曲」，而《甜言蜜語》專輯還一舉獲得該台1987年度「十大最佳中文唱片」第一名，以及雙白金唱片銷量數字。其後，華納唱片於同年年尾順勢推出葉蒨文首張精選混音EP《葉蒨文 REMIX EP》。
1988年，憑著《祝福》一曲（改編自姜育恆主唱、梁弘志譜曲的《驛動的心》，並由潘偉源填上粵語歌詞），使葉蒨文人氣急升。《祝福》一曲推出後風靡全港，大街小巷的傳唱度也十分之高，更進佔各大流行榜連續多個星期冠軍位置，同年推出的同名唱片專輯《祝福》更成功進駐銷量榜上逾大半年之久，本地總銷量高達35萬張（即七白金唱片），為當年度全港女歌手唱片銷量之冠。《祝福》專輯內其他熱播歌曲也不少包括：《美夢記心中》、《黎明不要來》、《只有他》和改編自玉置浩二的《答案》。年中葉蒨文與金像影帝周潤發、王祖賢合演的喜劇電影《大丈夫日記》上映，三人更合唱電影同名主題曲《大丈夫日記》備受歡迎；同年年尾葉蒨文憑著《祝福》一曲以旋風之勢橫掃樂壇各大樂壇頒獎禮，先後奪得1988年商業電台首屆叱吒樂壇流行榜頒獎典禮的「叱吒樂壇女歌手金獎」、「叱咤樂壇至尊歌曲大獎(祝福)」、由現場最多民眾投選出的「叱咤樂壇我最喜愛的歌曲大獎(祝福)」，以及「叱咤樂壇IFPI唱片大獎(祝福)」（即現時的「叱咤樂壇至尊唱片大獎」），還有香港電台十大中文金曲頒獎禮的「十大中文金曲獎」，以及TVB十大勁歌金曲頒獎典禮「十大金曲獎」以及最高榮譽「金曲金獎」等等，半個月內連績橫掃12項香港流行音樂大獎，不僅使之成為80年代末香港流行樂界的經典，也把葉蒨文的歌唱事業推向一個全新高峰。
葉蒨文所主唱的電影《倩女幽魂》插曲《黎明不要來》，同年獲得第七屆香港電影金像獎的「最佳電影歌曲」。她又為電影《流金歲月》主唱的同名主題曲翌年亦獲提名為台灣金馬獎「最佳電影插曲」，導演楊凡說，當初向亦舒買版權是為了要葉蒨文演蔣南孫（後來張曼玉的角色），但當時她太紅太忙度不到期，結果只唱了主題曲，此曲亦是不少樂迷至今的心水之選。
1989年，挾著《祝福》的威勢，2月農曆新年期間推出個人首張新曲加精選專輯《祝福經典十三首》，不但連續兩週高居IFPI銷量榜冠軍，並以30萬銷量（即六白金）的驕人佳績，成為香港八十年代後期最暢銷的精選專輯，《祝福經典十三首》也是至今香港華納唱片史上最暢銷的中文精選專輯。香港唱片業協會因《祝福》和《祝福經典十三首》兩張唱片創下了65萬銷量的驕人紀錄，特別公開向葉蒨文頒發了十三張白金唱片。7月，首度登上紅館連開十場《長夜祝福演唱會》，坐無虛席，及推出全新專輯《面對面》；同月，由葉蒨文與周潤發主演、吳宇森執導的電影《喋血雙雄》上映，並由她主唱電影主題曲《淺醉一生》及插曲《隨緣》。另由於忙於籌備演唱會，葉蒨文最後放棄了擔任《笑傲江湖》女主角任盈盈的機會（已定裝並於台灣拍攝過部分鏡頭，但因換角而全數刪除）。

### 天后顛峰時期：1990年至1994年
1990年，年初推出全新主打曲《珍重》（同為《祝福》填詞人潘偉源作詞）大受歡迎，一上榜即佔據各大流行榜冠軍，更為四星期叱吒冠軍歌，上榜12星期；《珍重》是繼《祝福》後以兩個字歌名命名而大受歡迎的葉蒨文歌曲，是隨著80年代至90年代初出現的香港移民外國風潮，而深入民心共鳴的時代曲。4月，推出了專輯《珍重》獲得四白金的優秀銷量，專輯第二主打曲《焚心以火》是由張藝謀及鞏俐主演的電影《秦俑》主題曲，由香港樂壇兩位教父顧嘉煇和黃霑操刀，詞曲氣勢磅礡之餘又不失婉轉纏綿，與電影畫面非常契合，富有感染力，《焚心以火》在香港大受歡迎，再下一城使葉蒨文人氣高企；其他專輯歌曲，如《諾言》和《他》也流傳到街知巷聞，《諾言》是由鄭裕玲、葉蘊儀主演的楊凡文藝電影《祝福》主題曲，詞曲動人牽起了不少人的共鳴。12月12日，再推出另一全新專輯《秋去秋來》，同名主打歌再次改編台灣資深歌手黃鶯鶯的代表作《哭砂》，作品一問世即登上各大排行榜的冠軍位置，但因為是流行榜跨年度作品，所以要算作91年度歌曲，延遲一年角逐獎項。1990年葉蒨文歌影兩紅，終於在1990年尾的各大香港樂壇頒獎禮上橫掃不少獎項，當中《焚心以火》勢如破竹，不僅為她贏得了繼《祝福》後第二尊的TVB十大勁歌金曲－「金曲金獎」，也為她帶來了首個香港「最受歡迎女歌星」的獎項殊榮，至此，葉蒨文坐上了香港樂壇女歌手的第一把交椅。
1991年，登上最受歡迎女歌星寶座的葉蒨文積極繼續積極備戰，2月份農曆新年間再次在香港紅磡體育館舉行了一連十場「春風得意演唱會1991」，並配合演唱會推出了快歌《心裡的陽光》(改編自Janet Jackson的"Black Cat")，反應熱烈。是年，Sally以一頭清爽短髮造型參與了不少公益活動，及以「愛」為主題製作全新粵語專輯《關懷》：專輯包括為人熟悉的《憑千個心》、《只因有愛》等，特別是第二主打歌《信自己》（杜德偉合唱）深受歡迎，《信自己》的音樂錄影帶是當年無綫電視史上首次使用立體聲廣播技術（Nicam）播出，而這首歌的舞步編排也使至今不少觀眾印象深刻，二人更因此奪得「十大勁歌金曲－最佳音樂錄影帶演出獎」。《信自己》一曲為她在年底頒獎禮拿下TVB「十大勁歌金曲獎」、香港電台「十大中文金曲獎」等，以及第二次奪得「最受歡迎女歌星」獎項，成功蟬聯。影視方面，12月，已拍攝好友張艾嘉執導的電影《莎莎嘉嘉站起來》上映，Sally擔任女主角兼演唱電影主唱曲《春風秋雨》(翻唱陳淑樺歌曲"這樣愛你對不對")。此後，她也徹底告別電影圈，專心於歌唱事業。
華語市場方面，1991年也是葉蒨文重新拓展台灣音樂市場的重要年份，香港華納唱片與台灣飛碟唱片合作，飛碟方面的製作人陳大力負責葉蒨文返台復出計劃，以11月台灣華視八點檔大戲《京城四少》主題曲《瀟灑走一回》打響頭炮，此曲隨著該電視劇一推出後造成了轟動，不但在台灣熱得街知巷聞，更在兩岸三地廣為流傳，當時不分男女老少都能哼唱幾句歌詞。《瀟灑走一回》專輯銷量報捷，迅速在台已衝破六白金的成績，而此曲造成的熱潮由1991年底直接蔓延至整個1992年，更榮獲1992年台灣金曲獎的「最佳年度歌曲獎」及最佳作曲人獎、香港十大中文金曲頒獎禮「優秀國語歌曲獎」、十大勁歌金曲頒獎典禮「最受歡迎國語歌曲金獎」、叱吒樂壇流行榜頒獎典禮「全國專業推介金獎」等重要殊榮，葉蒨文亦憑此曲正式奠定了其華語歌壇天后級的地位。
1992年是其歌唱生涯的顛峰，首先在香港方面，重點宣傳她回歸台灣樂壇首波國語主打歌《瀟灑走一回》，年初在港派台後獲得高度熱播大受歡迎，街知巷聞，香港華納唱片乘勢為她推出《葉蒨文影視金曲》新曲精選輯，再次收錄了《瀟灑走一回》及改編自成龍、陳淑樺對唱金曲《明明白白我的心》的粵語版《現實就是現實》。年中，推出粵語主打歌曲《愛到分離仍是愛》（林子祥合唱）、瀟灑中國風的《紅塵》（潘偉源填詞）、以及動人情歌《情人知己》等。9月2日推出粵語專輯《紅塵》，在香港四大天王冒起之年，《紅塵》專輯仍獲得四白金的銷量佳績（即20萬張），屬全港女歌手之冠。《情人知己》一曲不但成為熱門冠軍歌曲，歌詞更引起不少有相同經歷聽眾的共鳴，再加上當時她與林子祥像霧似花的緋聞效應下，迅速深入民心。葉蒨文在1992年的歌唱成績可謂是香港女歌手中一支獨秀。是年她的全年熱播及得獎金曲有《瀟灑走一回》、《情人知己》、《紅塵》、《愛到分離仍是愛》、《選擇》、《真心真意過一生》等，她更以大熱姿態第三度奪得TVB十大勁歌金曲「最受歡迎女歌星」獎、商業電台「叱吒樂壇女歌手銀獎」、第一屆新城勁爆家族音樂大賞「女歌手金獎」，《情人知己》和《瀟灑走一回》亦為她奪得多個大小金曲獎項。
台灣方面，承著《瀟灑走一回》的成功熱播，她繼續在台灣馬不停蹄為專輯宣傳，亮相不少電視電台節目讓台灣觀眾更認識她。8月，推出全新國語專輯《真心真意過一生》，竟賣出了十二白金（60多萬張）的驚人銷量，為前專輯的兩倍，為當年台灣銷量流行榜總冠軍。此時葉蒨文在台灣的受歡迎程度，可謂一時無兩，專輯中的雙主打《真心真意過一生》延續了《瀟灑走一回》笑看風雲的個性，而慢版的《曾經心痛》哀怨纏綿更流行非常。
其他方面，葉蒨文不僅成為了觀眾投票產生的 “十大健康形象明星”，還獲得「瀟灑笑容獎」、「香港十大傑出衣著人士獎」，以及由香港藝術家聯盟頒發的「香港藝術家年獎」。在美國，其個人音樂特輯《瀟灑闖紅塵》也榮獲「第35屆紐約國際電影電視節－金獎」。同年，美國當紅偶像歌手Tommy Page為擴大亞洲市場，千挑百選後邀請葉蒨文合唱《I'm Always Dreaming Of You》。又主唱了劉德華演出的電影《戰神傳說》插曲和片尾曲《趁春濃為我展歡顏》。至此她在國際及華語歌壇成就和知名度都到達顛峰。
1993年，葉蒨文憑國語專輯《明月心》勇奪台灣第五屆金曲獎「最佳國語女演唱人獎」和首屆新加坡金曲獎「最受歡迎女歌手」獎，進一步奠定她於華人地區的音樂成就。可口可樂廠商指明由她演唱台、港兩地廣告片的主題曲，並立即收錄在專輯《明月心》和《與你又過一天》中，成為主打歌曲之一；而《明月心》也在年度銷售榜上創造了50萬張的佳績。2月，為配合西洋情人節，飛碟和7-11合作出版單曲CD，收錄情人節特別曲目《永遠》和現場演繹版本的《Uuchained Melody》。6月26日在《娛樂星聞小燕有約》的節目安排下，與劉德華、葉蘊儀前往金門戰地舉行勞軍演唱會，並由中視直播，四段收視率都是第一。8月28日，與林子祥在台北台北田徑場舉辦《天長地久演唱會》，由中視轉播，是她首次也是唯一一次在台灣舉辦的正式演唱會。香港方面，第三度登上香港紅磡體育館舉行了一連十場的個人演唱會--「瀟灑走一回演唱會93」，全部爆滿；其粵語歌曲《你今天要走》入選年度十大勁歌金曲，又推出自1984年後林子祥相隔十載再次為她作曲的主打《完全是你》，年終葉蒨文亦第四度蟬聯TVB十大勁歌金曲「最受歡迎女歌星」獎，更奪得香港電台十大中文金曲頒獎音樂會首次頒發的香港「最佳女歌手」獎項。
同年，美國著名歌手James Ingram為了宣傳個人專輯《Always You》以及擴展亞洲市場，與知名作詞作曲家大衛·沃爾特·福斯特共同創作了一首男女對唱歌曲《I Believe In Love》，並指名與葉蒨文合唱。這首歌也收錄在翌年推出的《葉蒨文合唱金曲經典》專輯裡。
1994年，有鑑於葉蒨文在華人音樂圈舉足輕重的地位與傲人的成績，曾創作多首膾炙人口歌曲的日本樂壇殿堂級唱作組合Chage & Aska特別邀請葉蒨文演唱其暢銷新曲《You are free》的粵語版(《女人的弱點》)和國語版(《離開情人的日子》)，《女人的弱點》年初推出後立即熱播全城，成功登上四台排行榜冠軍位置，加上適逢Chage & Aska於3月份親臨香港舉行兩場演唱會及進行大量宣傳，是次跨越國界的音樂合作，使歌曲深入民心，非常成功；專輯的接力主打《別人的情歌》也流行一時，是她少有嘗試的節奏藍調歌曲。《女人的弱點》專輯推出後即輕易拿下ifpi唱片銷量榜冠軍位置，在香港獲得三白金銷售數字(約18萬)佳績，又順利成為勁歌金曲第一季季選得獎金曲。但因受到林子祥離婚與有關她介入的傳聞影響，下半年她刻意減少露面，沒有太多歌唱上的動作，直到年底時才現身出席各大樂壇頒獎禮。
總結《女人的弱點》的成功為她奪得1994年度十大勁歌金曲頒獎典禮「十大金曲獎」以及十大中文金曲頒獎禮的「十大中文金曲獎」和「最佳中文(流行)歌詞獎」；又憑國語版《離開情人的日子》第二度入圍台灣金曲獎「最佳國語女演唱人」五強。

### 轉趨低調時期：1995年
1995年，葉蒨文在香港樂壇可謂消聲匿跡，在1月27日推出了粵語專輯《Simple Black & White》及同月完成出席所有94年度樂壇頒獎禮後，便短休轉趨低調。9月，她正式以林子祥女友身分出現在《林子祥寄廿載情演唱會95》。
台灣發展方面，因飛碟唱片公司的人事變動與合約到期，葉蒨文與林子祥隨製作人劉虞瑞由飛碟唱片公司轉投至波麗佳音唱片公司。到了1995年11月，相隔接近兩年時間，終於推出全新國語專輯《真心》，11月推出的全新國語專輯《真心》專輯一上市就有30萬銷售佳績，由作詞人劉虞瑞為葉蒨文量身訂做的主打歌曲《真心》被她當作對自己內心感受的一種詮釋，因此演唱得格外用情投入，得到了圈內外人士的一致認可，和極高的評價。《真心》不僅讓她再度入圍了台灣金曲獎的「最佳國語女演唱人」最後五強，同時也入圍了新加坡金曲獎的「亞洲最受推崇女歌手」和「最佳演繹女歌手」的提名。

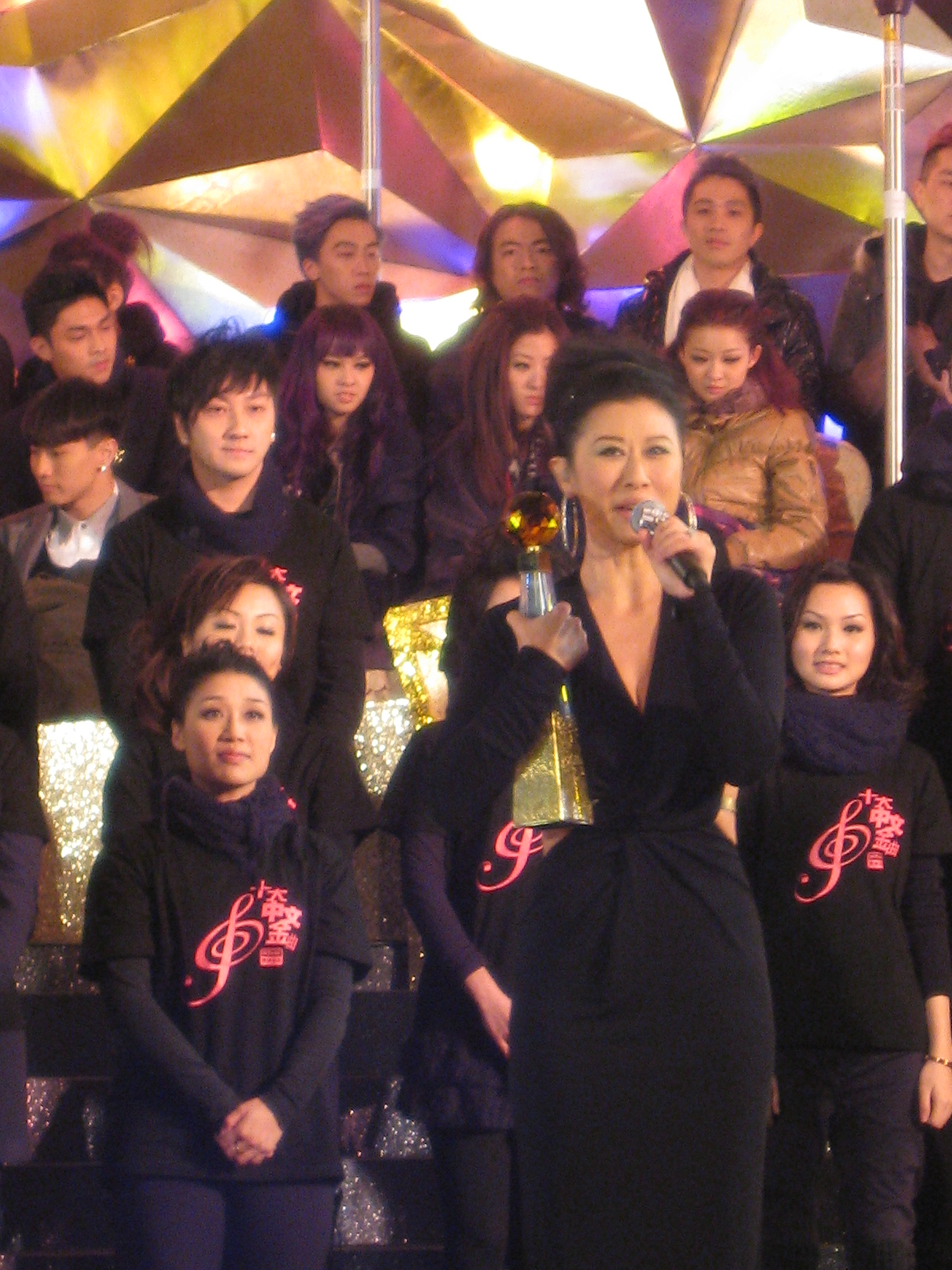
第33屆香港電台十大中文金曲頒獎禮金針獎得主

### 組織家庭時期：1996年至1998年
1996年初，受邀在大陸央視春晚上演出，演唱國語歌曲《我的愛對你說》。
1996年7月17日，葉蒨文與林子祥正式註冊結婚 ，亦與繼子林德信感情要好。由於多年來和林子祥長期合作，彼此私交甚篤，昇華至感情關係。最後林子祥於1994年與前妻離婚，並跟葉於1996年正式結婚。
1997年，受邀與眾多藝人在香港回歸慶祝晚会上壓軸演唱歌曲《團聚》，以及在灣仔會展中心合唱 《香江組曲》與《回歸頌》。踏入二十世紀的尾端，香港電台舉行「金曲廿載十大最愛中文歌曲選舉」，《瀟灑走一回》成為十大金曲中唯一的國語歌曲。此外葉蒨文還獲得十大殿堂歌手的榮譽，再一次肯定了她對於90年代香港樂壇的貢獻。1997年7月，華納兩位天后葉蒨文和鄭秀文聯袂於香港紅磡體育館舉行了一場名為《談情說愛慈善演唱會》，演唱會在一片讚揚聲中完成，滿城媒體幾乎一邊倒地肯定了葉的現場實力。此外二人推出的粵語合唱歌《談情說愛》亦流行一時，入選成為1997年度勁歌金曲第一季季選的得獎金曲。
1998年，隨著電影《鐵達尼號》襲捲全球，其主題曲《My Heart will go on》也成為了當年全世界最流行的歌曲。為了奪得這首歌的粵語版本演唱權，香港幾大唱片公司競爭十分激烈，紛紛向海外推薦自己的歌手。最後，華納唱片公司和葉蒨文憑藉雄厚實力、知名度以及數度跨國合作的經驗，拿下該曲的粵語版本演唱權，並把歌曲收錄在她短休前最後一張專輯《繫我心弦》內。是年，葉蒨文與合作了十五年的香港華納唱片合約到期不再續約，而台灣波麗佳音公司也因受到母公司PONY CANYON INC.全面結束海外事業的影響而終止合約，無約在身的她就此暫別樂壇。

### 再創高峰時期：2002年至2005年
2002年，葉蒨文短休四年後，在誠意打動下決定簽約英皇娛樂旗下紅音樂唱片復出樂壇 。第一首主打歌《傷逝》一推出即全城熱播，除了成為四台冠軍歌外，更是當中三台的兩星期冠軍歌，成績婓然，成為年度頒獎禮大熱歌曲之一 ，她憑《傷逝》一曲橫掃2002年度香港各大音樂頒獎禮多個歌曲獎項：包括香港電台十大中文金曲頒獎禮頒發的年度「十大中文金曲獎」及「最佳原創歌曲獎」、新城電台的「新城勁爆全球歌曲大獎」及「新城勁爆歌曲獎」、無綫電視十大勁歌金曲頒獎典禮「十大金曲獎」，更獲得甚具代表性的「四台聯頒音樂大獎－歌曲大獎」(即無綫電視、香港電台、商業電台及新城電台四個香港主要媒體聯頒)；又成為全港卡拉OK(KTV)點播的「五連冠」，共超過二十萬人次點唱，使其歌唱事業再次攀上高峰。接力主打由林一峰作曲的《華麗緣》同樣流行非常，入選成為勁歌金曲第四季季選金曲。同年12月她於香港會議展覽中心舉行《葉蒨文真我在舞台音樂會》，及推出萬眾期待的全新粵語專輯《你聽到》。
2003年，與陳奕迅聯手參加商台拉闊音樂會 「Sally & Eason 903 ID Club Music Is Live」，並推出國語專輯《Inside Out出口》。這次拉闊音樂整晚共分成三部分：首先是陳的獨唱部分，然後輪到葉登場，而最後一部分則是二人對唱 。同年12月，葉蒨文為紀念入行25周年推出國語專輯《Inside Out出口》，在新碟中，她不但親自參與新曲選歌、編曲、錄音等的方面，還選擇了八首最喜愛並給予自己不少生活啟發的國語歌曲來重新編曲翻唱，包括林憶蓮的《愛上一個不回家的人》、張信哲的《不要對他說》、張宇的《用心良苦》、張艾嘉的《童年》等。至於四首新歌，則是和新加坡著名製作人李偲菘與一班精英團隊共同製作，新曲主打歌為《愛的可能》和《(不要)關電視》。《Inside Out出口》也是她至今最後一張的個人錄音室專輯。
12月11日舉行一場名為「光輝廿五載，共證好成果」的發表會，也為04年3月在紅館舉行的《葉蒨文廿五週年金曲演唱會》及一系列慶祝活動打響首炮。汪明荃擔任發表會司儀，與葉蒨文暢談入行以來的種種經歷，現場還放映她過去得獎和電影演出的片段。除了父母，她還得到不少朋友、同行和歌迷捧場。
2004年，3月於香港紅磡體育館舉行“Now's My Prime”入行25週年演唱會，場場滿座，觀眾反應非常熱烈。一連四場的《葉蒨文25周年金曲演唱會》在香港紅磡體育館舉辦，是次演唱會選在難度較高的四面舞台表演 。
2005年，3月與香港管弦樂團合作舉辦四場「HKPO × Sally Yeh」音樂會，並找來名指揮家石信之當指揮。音樂會的水準受業界好評，認為歌手和樂團的表現都讓人滿意，而且選曲類型廣泛，既表現出多位表演者的音樂品味，也能照顧到不同樂迷的喜好。

### 回歸自然時期：2006年至今
2006年以後，葉蒨文再次淡出專注於家庭生活及羽毛球發展，較少在港露面，根據她的分享，有時回到加拿大生活及處理其家居裝修事情。直到2011年1月，葉蒨文現身出席第33屆香港電台十大中文金曲頒獎禮，獲頒發最高榮譽「金針獎」，以表揚她在樂壇多年的貢獻及成績，由她的好友朱玲玲擔任頒獎人。
2012年8月5日，葉蒨文宣佈復出在香港舉行演唱會，與昔日戰友黃柏高再次合作。8月7日，獲頒「新城國語力殿堂歌手大獎」，這是港澳地區唯一以普通話歌曲為主導的音樂頒奬禮。9月21至24日，於香港紅磡體育館舉行一連四場「葉蒨文完全是你演唱會」（Sally is Intimately Yours），場場爆滿坐無虛席。演唱會既有慢歌演繹，也有快歌演出——她為此苦練拉丁舞；又邀得杜德偉和林子祥父子擔任嘉賓。期間她表示一直都熱愛唱歌，從沒想過退出樂壇，只要歌迷觀眾喜歡她便會一直唱下去。11月24日擔任第49屆金馬獎表演嘉賓，演唱《黎明不要來》（粵語）、《被遺忘的時光》、《新不了情》、《酒矸倘賣無》，現場演繹的高水準被網民一致讚好。葉蒨文的《精挑細選》獲選華語金曲榜2012年度冠軍歌，共上榜八周，成為年度至尊。
2013年7月，葉蒨文擔任香港熱播的無綫電視《星夢傳奇》歌唱比賽評審之一，被視為評分標準最寬鬆的評判。
2015年，葉蒨文受Heart Panda大熊貓公共藝術世界巡迴展「Let's Love善．愛」邀請，與一眾藝人及名人共同參與設計大熊貓藝術品，成品於香港站展覽結束後進行慈善拍賣，所得善款撥捐善學慈善基金，幫助內地患有弱視及兔唇的兒童。
同年，其粵語舊作《珍重》成為中國大陸電影《山河故人》的插曲。導演賈樟柯說：「《珍重》這首歌我一直在聽，最近幾年越喜歡，汽車裏也保留這曲目，我覺得現在不論華語還是粵語，很多音樂都沒有那種深情厚意，葉蒨文的歌裏有，電影中的人物有，所以借用這首歌曲來表達。」賈樟柯的作品經常出現葉蒨文的歌曲，他對此表示：“葉蒨文對很多人來說是一個時代的象徵，她的歌曲在不經意間就將聽者變成歌中主角，使其融入濃濃的情感中。”
2016年4月8日，在中國大陸湖南衛視節目《我是歌手》第四季最後一期“歌王之戰”的幫幫唱環節，搭檔李克勤、林子祥演唱歌曲《左林右莉走一回》。
2017年5月6日，又亮相該台節目該台節目《我想和你唱 (第二季)》，與數位內地歌唱參加者一起對唱《瀟灑走一回》及《選擇》。
2018年8月30日，為紀念已故巨星陳百強及其60歲冥壽，環球唱片推出一張粵語翻唱致敬大碟《環球高歌陳百強》，收錄了多首重新編曲演唱的陳百強經典歌曲，由十二位香港著名歌手參與，當中與陳百強友情深厚的葉蒨文揀選了《疾風 (feat. 林子祥)》及《畫出彩虹》翻唱，也是她久違六年後再次灌錄的個人粵語歌曲。
2021年，應繳請擔任太極樂隊紅館演唱會嘉賓，掀起全場氣氛十分高漲。
2022年5月至7月，與丈夫林子祥一同參與由TVB與中國大陸芒果TV合辦的音樂真人實境秀節目《聲生不息》，與不同世代香港和內地歌手重新演繹港樂經典。 當中林子祥和葉蒨文合唱的《敢愛敢做》片段内地點擊破億掀起哄動。而節目播出後使葉蒨文得到不同年齡樂迷的關注，其個人微博的粉絲也上升了原先的十倍。

## 感情生活
入行前曾與台灣演員陸一龍交往，當時台灣報章雜誌刊常登二人高調曬恩愛照片，後因聚少離多而分手。
初戀對象為費翔，兩人相識於1980年初，中美混血的費翔與從小在加拿大長大的葉蒨文因相似的價值觀而迅速熟識，並墜入愛河。金童玉女的戀情本該成為演藝圈的一段佳話，但因對方母親認為兒子的事業才剛剛起步，這時談戀愛會阻礙前程，讓這段感情無疾而終。
最為人所熟知的感情故事是跟現任丈夫林子祥，兩人於1983年認識，隨後因有較多事業合作而產生情愫，在林子祥與前妻吳正元於1994年離婚後，二人於1996年7月17日結婚。

## 音樂作品
| 粵語專輯 - 葉蒨文（1984年） - 長夜 My Love Goodnight（1985年4月） - Cha Cha Cha（1986年8月19日） - 甜言蜜語（1987年4月3日） - 祝福（1988年6月8日） - 面對面（1989年7月14日） - 珍重（1990年4月20日） - 秋去秋來（1990年12月5日） - 關懷（1991年10月25日） - 紅塵（1992年9月2日） - 與你又過一天（1993年6月16日） - 女人的弱點（1994年3月16日） - Simple Black & White（1995年1月27日） - True（1996年9月3日） - 蒨意（1997年9月） - 繫我心弦（1998年5月） - 你聽到（2002年12月） | 國語專輯 - 春天的浮雕（1980年） - 愛的詩篇（1981年） - 愛的出發點（1982年） - 答應我（1982年） - 再好的離別也會思念（1983年） - 瀟灑走一回（1991年10月28日） - 真心真意過一生（1992年8月21日） - 明月心（1993年5月1日） - 離開情人的日子（1994年1月28日） - 真心（1995年11月） - 燭光（1996年12月） - 關心（1997年11月10日） - 出口（2003年12月30日） | 新曲加精選輯 - 祝福經典十三首（1989年1月19日） - 葉蒨文影視金曲（1992年4月3日） - 完全是你精選金曲（1994年2月10日） - 合唱金曲經典（1994年） |

### 單曲
- 1983年：《重逢》(林子祥合唱)（收錄於林子祥《愛情故事》專輯)
- 1984年：《是否》、《天堂》(電影《上海之夜》插曲)（收錄於《上海之夜》黑膠版原聲大碟）
- 1985年：《200度 (12" Fever Mix) 》（收錄於《華納 12" Fever Mix》合輯）（2018年電影《Crazy Rich Asians》《瘋狂亞洲富豪》插曲）
- 1986年：《Cha Cha Cha (Remix)》（收錄於《超白金Remix》合輯》
- 1987年：《何時何地》(林子祥合唱)（收錄於林子祥《花街70號》專輯》）
- 1988年：《大丈夫日記》(周潤發、王祖賢合唱)（電影《大丈夫日記》主題曲)（收錄於周潤發《12分十分吋》專輯》）
- 1991年：《心裡的陽光》（收錄於《華納白金經典十三首第六輯》合輯）
- 1992年：《情願受傷》(林子祥合唱)（《何時何地》國語版，收錄於林子祥《這樣愛過你》專輯)
- 1993年：《祝福你》(華納群星合唱)、《歡樂年年》(杜德偉合唱)（收錄於《華納群星賀歲金曲－喜上加喜》大碟）
- 1993年：《愛偏要別離》(林子祥合唱)（收錄於林子祥《93創作歌集》合輯）
- 2012年：《精挑細選》（收錄於《寰亞時代》合輯）
- 2014年：《Make My Day》(林子祥合唱)（收錄於林子祥《Lamusic》專輯)
- 2018年：《疾風 (featuring林子祥)》、《畫出彩虹》（收錄於《環球高歌陳百強》合輯）

### 活動主題曲
- 1986年：《百年寄望》(與林子祥, 潘源良, 鮑比達, 夏韶聲 ,林姍姍, 鄧麗盈, 蘇芮合唱)（收錄於《鮑比達 1998》專輯）
- 1987年：《地球大合唱》(與徐小鳳、關正傑、梅艷芳、羅文、葉麗儀、張學友、鄺美雲、許冠傑、呂方、林憶蓮、譚詠麟、陳潔靈、林子祥、張國榮、鍾鎮濤、陳百強、甄妮合唱)
- 1990年：《凝聚每分光》(許冠傑、梅艷芳、林子祥、徐小鳳、羅文、譚詠麟合唱)
- 1991年：《滔滔千里心》(是一首為1991年華東水災的合唱歌曲) (譚詠麟、鍾鎮濤、盧冠廷、肥媽、成龍、甄妮、太極、周啟生、劉德華、葉蒨文、張學友、杜德偉、羅文、陳潔靈、梅艷芳、葉麗儀)
- 1995年：《牽手連心》(華納群星合唱)（收錄於《華納群星公益大合唱牽手連心金曲精選》合輯）
- 1997年：《最好的聲音》（十大中文金曲二十周年慶典主題曲）(與周華健、王菲、李克勤、郭富城、陳慧嫻、張學友、彭羚、劉德華、鄭秀文、譚詠麟、李蕙敏、黎明、鄭伊健合唱)
- 1999年：《般若波羅密多心經》(城市有愛─香港九二一傳心傳意大行動」個人獨唱粵語版本)
- 2012年：《北京祝福你》(群星合唱歌曲）

### 未出版歌曲
- 1986年：《都是戲一場》 (1986年電影《刀馬旦》主題曲)
- 1988年：《同你同我》－國語版（1988年電影《鐵甲無敵瑪麗亞》國語版主題曲）
- 1988年：《戀愛預告》－（CR2商業二臺節目唱片兔心聲主題曲）
- 1989年：《淺醉一生》－國語版（1989年電影《喋血雙雄》國語版主題曲）
- 1989年：《隨緣》－國語版（1989年電影《喋血雙雄》國語版插曲）
- 1992年：《投入每份愛》(加拿大香港節'92主題曲)
- 1993年：《醒醒》(1993年商業電台節目《除夕龍鳳配‧亂點鴛鴦譜》，翻唱林憶蓮當年名曲)
- 1993年：《少年行》（1993年香港電台單元電視劇《CYC家族》第一輯主題曲）
- 1993年：《趁春濃為我展歡顏》－國/粵語版（1993年電影《戰神傳說》主題曲）
- 1993年：《活著日日看桃花》(與林子祥合唱)（1993年TVB電視劇《射鵰英雄傳之九陰真經》片尾曲）
- 1993年：《永不放棄》(與王菲合唱)（商業電台「永不放棄」活動主題曲）
- 1996年：《愛你恨你》（1996年TVB電視劇《河東獅吼》主題曲）
- 1999年：《純美園地》(與林子祥合唱)（1999年穆天子山莊廣告主題曲）

## 派台歌曲成績
| 派台歌曲四台上榜最高位置      | 派台歌曲四台上榜最高位置 | 派台歌曲四台上榜最高位置 | 派台歌曲四台上榜最高位置 | 派台歌曲四台上榜最高位置 | 派台歌曲四台上榜最高位置 | 派台歌曲四台上榜最高位置                                                                  |
| ----------------------------- | ------------------------ | ------------------------ | ------------------------ | ------------------------ | ------------------------ | ----------------------------------------------------------------------------------------- |
| 唱片                          | 歌曲                     | 903                      | RTHK                     | 997                      | TVB                      | 備註                                                                                      |
| 1983年                        |                          |                          |                          |                          |                          |                                                                                           |
| 愛情故事                      | 重逢                     |                          | 4                        |                          |                          | 第一首廣東歌曲 與林子祥合唱                                                               |
| 1984年                        |                          |                          |                          |                          |                          |                                                                                           |
| 葉蒨文                        | 零時十分                 |                          | (1)                      |                          |                          | 首支冠軍歌                                                                                |
| 葉蒨文                        | 瘋女                     |                          | /                        |                          |                          |                                                                                           |
| 葉蒨文                        | 星與雲                   |                          | /                        |                          |                          |                                                                                           |
| 長夜 My Love Goodnight        | 晚風                     |                          | 1                        |                          |                          | 電影《上海之夜》主題曲 國語版本                                                           |
| 1985年                        |                          |                          |                          |                          |                          |                                                                                           |
| 長夜 My Love Goodnight        | 長夜 My Love Goodnight   |                          | 1                        |                          |                          | OT：白鳥座 ~ 故郷の風は、今                                                               |
| 長夜 My Love Goodnight        | 200度                    |                          | 9                        |                          |                          | 2018年電影《Crazy Rich Asians》《瘋狂亞洲富豪》插曲 OT：Madonna ~ Material Girl 粵語版本  |
| 長夜 My Love Goodnight        | 迷惑                     |                          | /                        |                          |                          | 電影《愛神一號》主題曲                                                                    |
| 長夜 My Love Goodnight        | 願死也為情               |                          | /                        |                          |                          | 無綫電視劇《呂四娘》主題曲                                                                |
| 1986年                        |                          |                          |                          |                          |                          |                                                                                           |
| Cha Cha Cha                   | Cha Cha Cha              |                          | 1                        |                          | 9                        | OT：Finzy Kontini ~ Cha Cha Cha                                                           |
| Cha Cha Cha                   | 我要活下去               |                          | /                        |                          | -                        |                                                                                           |
| Cha Cha Cha                   | 寒煙翠                   |                          | 8                        |                          | -                        |                                                                                           |
| Cha Cha Cha                   | 躲也躲不了               |                          | /                        |                          | -                        | 電影《刀馬旦》主題曲                                                                      |
| 1987年                        |                          |                          |                          |                          |                          |                                                                                           |
| 甜言蜜語                      | 甜言蜜語                 |                          | 1                        |                          | 1                        | 兩台冠軍歌 OT：黃鶯鶯 ~ 門前楊柳迎風擺                                                    |
| 甜言蜜語                      | 為何                     |                          | /                        |                          | 1                        | 無綫電視劇《阿嬌正傳》主題曲 OT：黃鶯鶯 ~ 留不住的故事                                    |
| 甜言蜜語                      | 乾一杯                   |                          | /                        |                          | 5                        | 與林子祥合唱                                                                              |
| 甜言蜜語                      | 海旁獨唱                 |                          | /                        |                          | /                        | OT : Madonna ~ La Isla Bonita                                                             |
| 花街70號                      | 何時何地                 |                          | /                        |                          | -                        | 與林子祥合唱 OT：James Ingram & Linda Ronstadt ~ Somewhere Out There                      |
| 葉蒨文Remix EP / 祝福         | 黎明不要來               | 26                       | /                        |                          | -                        | 電影《倩女幽魂》插曲                                                                      |
| 1988年                        |                          |                          |                          |                          |                          |                                                                                           |
| 祝福                          | 美夢記心中               | [1]                      | 1                        |                          | 1                        | 三台冠軍歌 OT：Big Trouble ~ All I Need Is You                                            |
| 祝福                          | 祝福                     | {1}                      | 1                        |                          | (1)                      | 三台冠軍歌 無綫電視配音日劇《早乙老師》粵語主題曲 OT：姜育恒 ~ 驛動的心                   |
| 12分十分吋                    | 大丈夫日記               | 4                        | /                        |                          | /                        | 與周潤發、王祖賢合唱 電影《大丈夫日記》主題曲                                             |
| 祝福                          | 只有它                   | 7                        | /                        |                          | /                        |                                                                                           |
| 祝福經典十三首                | 流金歲月                 | 10                       | /                        |                          | /                        | 電影《流金歲月》主題曲                                                                    |
| 1989年                        |                          |                          |                          |                          |                          |                                                                                           |
| 面對面                        | 面對面                   | 2                        | /                        |                          | 2                        | OT：比莉 ~ 嫉妒背影                                                                       |
| 面對面                        | 最愛是我家               | 2                        | 1                        |                          | 1                        | 無綫電視劇《愛情三角錯》主題曲 OT：黃鶯鶯 ~ 相愛                                          |
| 面對面                        | 命運我操縱               | 12                       | /                        |                          | /                        | 電影《說謊的女人》主題曲                                                                  |
| 面對面                        | 只愛一次                 | /                        | /                        |                          | /                        | OT：Roger Whittaker ~ Wind Beneath My Wings                                               |
| 1990年                        |                          |                          |                          |                          |                          |                                                                                           |
| 珍重                          | 珍重                     | {1}                      | 1                        |                          | 1                        | 三台冠軍歌 電影《山河故人》插曲 OT : 王傑 ~ 說聲珍重                                      |
| 珍重                          | 焚心以火                 | (1)                      | 1                        |                          | 1                        | 三台冠軍歌 電影《秦俑》主題曲                                                             |
| 珍重                          | 諾言                     | 6                        | /                        |                          | 5                        | 電影《祝福》主題曲 OT：童安格 ~ 其實你不懂我的心                                          |
| 珍重                          | 未了解                   | 20                       | /                        |                          | /                        |                                                                                           |
| 珍重                          | 他                       | 23                       | /                        |                          | /                        | OT：Luis Miguel ~ La Incondicional                                                        |
| 秋去秋來                      | 秋去秋來                 | (1)                      | 1                        |                          | 1                        | 三台冠軍歌 OT：黃鶯鶯 ~ 哭砂                                                              |
| 1991年                        |                          |                          |                          |                          |                          |                                                                                           |
| 秋去秋來                      | 尋覓                     | 7                        | 16                       |                          | /                        |                                                                                           |
| 秋去秋來                      | 如果有緣                 | 25                       | /                        |                          | /                        |                                                                                           |
| 春風得意演唱會1991            | 心裡的陽光 (Live)        | 4                        | 4                        |                          | /                        | OT：Janet Jackson ~ Black Cat 同曲曲目：關淑怡 ~ 黑豹                                     |
| 關懷                          | 憑千個心                 | 5                        | 1                        |                          | 1                        | OT：劉錚 ~ 我知道我在做什麼                                                               |
| 關懷                          | 信自己                   | (1)                      | 1                        |                          | 1                        | 三台冠軍歌 與杜德偉合唱 TVB勁歌推介 OT：Janet Jackson ~ Love Will Never Do（Without You） |
| 關懷                          | 快一些                   | 6                        | 8                        |                          | /                        | OT：Tracie Spencer ~ Save Your Love                                                       |
| 關懷                          | 春風秋雨                 | 8                        | 11                       |                          | 1                        | 電影《莎莎嘉嘉站起來》主題曲 OT：陳淑樺 ~ 這樣愛你對不對                                  |
| 1992年                        |                          |                          |                          |                          |                          |                                                                                           |
| 瀟灑走一回                    | 瀟灑走一回               | (1)                      | (1)                      |                          | 1                        | 三台冠軍歌 台灣華視電視劇《京城四少》片頭曲                                               |
| 瀟灑走一回                    | 我的愛和別人一樣         | -                        | /                        |                          | /                        | 電影《莎莎嘉嘉站起來》插曲                                                                |
| 葉蒨文影視金曲                | 現實就是現實             | 17                       | /                        |                          | 7                        | 無綫電視劇《我為錢狂》插曲 OT：成龍、陳淑樺 ~ 明明白白我的心                              |
| 紅塵                          | 愛到分離仍是愛           | 8                        | 11                       |                          | 9                        | 與林子祥合唱 OT：彭偉華、蔡幸娟 ~ 兩顆心四行淚                                            |
| 紅塵                          | 紅塵                     | 3                        | 2                        |                          | 1                        | TVB勁歌推介 OT: 風飛飛 ~幾度花落時                                                        |
| 紅塵                          | 情人知己                 | 1                        | 1                        |                          | 1                        | 三台冠軍歌 OT：Chage & Aska ~ 男と女 國語版為周華健 ~ 讓我歡喜讓我憂                      |
| 紅塵                          | 真女人                   | 7                        | /                        |                          | /                        |                                                                                           |
| 紅塵                          | 一輩子溫柔               | 20                       | /                        |                          | /                        | OT : 黃小琥 ~ 不只是朋友                                                                  |
| 紅塵                          | 女兒心                   | -                        | /                        |                          | /                        |                                                                                           |
| 1993年                        |                          |                          |                          |                          |                          |                                                                                           |
| 祈望                          | 選擇                     | 7                        | 2                        |                          | 1                        | 與林子祥合唱                                                                              |
| 紅塵                          | 曾經心痛                 | 22                       | /                        |                          | 6                        |                                                                                           |
| 與你又過一天                  | 走火入魔                 | 6                        | 3                        | 1                        | /                        | OT : Whitney Houston ~ Queen of the Night                                                 |
| 與你又過一天                  | 你今天要走               | 1                        | 1                        |                          | 1                        | 三台冠軍歌 OT：張清芳 ~ 雪下得太早                                                        |
| 與你又過一天                  | 原來愛過以後             | 6                        | 15                       |                          | /                        | 與周潤發合唱                                                                              |
| 與你又過一天                  | 與你又過一天             | /                        | /                        |                          | /                        |                                                                                           |
| 與你又過一天                  | 女人的眼淚               | 19                       | 13                       |                          | /                        |                                                                                           |
|                               | 永不放棄                 | 11                       | /                        |                          | /                        | 與王菲合唱 商業電台「永不放棄大行動」主題曲                                               |
| 女人的弱點 / 完全是你精選金曲 | 完全是你                 | 3                        | 3                        |                          | /                        |                                                                                           |
| 1994年                        |                          |                          |                          |                          |                          |                                                                                           |
| 女人的弱點                    | 女人的弱點               | [1]                      | 1                        | 1                        | 1                        | 四台冠軍歌 日文版：Chage & Aska ~ You are Free                                            |
| 女人的弱點                    | 別人的情歌               | 2                        | 1                        | 4                        | /                        | OT : Toni Braxton ~ Another Sad Love Song                                                 |
| 女人的弱點                    | 我的愛對你說             | /                        | /                        | /                        | /                        |                                                                                           |
| 女人的弱點                    | 等愛的心                 | /                        | /                        | /                        | /                        |                                                                                           |
| Simple Black & White          | 與你傾訴                 | 3                        | 1                        | /                        | /                        |                                                                                           |
| Simple Black & White          | 深呼吸                   | 8                        | 9                        | /                        | 9                        | OT : Toni Braxton ~ Breathe Again                                                         |
| 1995年                        |                          |                          |                          |                          |                          |                                                                                           |
| Simple Black & White          | 我有我的信用卡           | 12                       | 12                       | /                        | /                        |                                                                                           |
| True                          | 傷痛                     | /                        | /                        | /                        | /                        | 電影《刀》主題曲                                                                          |
| 1996年                        |                          |                          |                          |                          |                          |                                                                                           |
| True                          | 福氣                     | 5                        | 1                        | 1                        | 3                        |                                                                                           |
| True                          | 其實你知                 | /                        | /                        | /                        | 8                        |                                                                                           |
| 1997年                        |                          |                          |                          |                          |                          |                                                                                           |
| True / 濃情                   | 談情說愛                 | 4                        | 1                        | /                        | 1                        | 與鄭秀文合唱 TVB電視劇《一舞傾城》主題曲                                                  |
| 燭光                          | 流水帳                   | 19                       | /                        | /                        | /                        |                                                                                           |
| 蒨意                          | 難得是今晚               | /                        | /                        | /                        | /                        |                                                                                           |
| 蒨意                          | 麻煩女人                 | 19                       | 9                        | /                        | 9                        |                                                                                           |
| 蒨意                          | 活過                     | /                        | 5                        | /                        | 4                        |                                                                                           |
| 蒨意                          | 自強不息                 | ×                        | ×                        | ×                        | ×                        | 只派往TVB兒歌金榜                                                                         |
| 1998年                        |                          |                          |                          |                          |                          |                                                                                           |
| 繫我心弦                      | 揚眉女子                 | /                        | 19                       | /                        | /                        | 無綫電視劇《花木蘭》主題曲                                                                |
| 繫我心弦                      | 繫我心弦                 | /                        | 1                        | 3                        | 1                        | 電影《鐵達尼號》粵語版主題曲 OT：Celine Dion ~ My Heart Will Go On                        |
| 繫我心弦                      | 糊塗                     | /                        | 17                       | /                        | /                        |                                                                                           |
| 2002年                        |                          |                          |                          |                          |                          |                                                                                           |
| 你聽到                        | 傷逝                     | 1                        | (1)                      | (1)                      | (1)                      | 四台冠軍歌                                                                                |
| 你聽到                        | 華麗緣                   | 3                        | 2                        | 1                        | 1                        |                                                                                           |
| 2003年                        |                          |                          |                          |                          |                          |                                                                                           |
| 你聽到                        | 你聽到了沒有             | 4                        | 3                        | 2                        | 3                        |                                                                                           |
| 出口                          | (不要)關電視             | 9                        | 5                        | 15                       | -                        |                                                                                           |
| 出口                          | 蘭花草                   | 4                        | 1                        | 2                        | 2                        | 翻唱銀霞作品                                                                              |
| 2004年                        |                          |                          |                          |                          |                          |                                                                                           |
| 出口                          | 不要對他說               | 10                       | 3                        | -                        | -                        | 翻唱張信哲作品                                                                            |
| 2012年                        |                          |                          |                          |                          |                          |                                                                                           |
| 寰亞時代                      | 精挑細選                 | -                        | 5                        | 2                        | -                        | 《葉蒨文完全是你演唱會2012》主題曲                                                        |
| 2018年                        |                          |                          |                          |                          |                          |                                                                                           |
| 環球高歌陳百強                | 疾風                     | -                        | -                        | -                        | ×                        | Featuring林子祥 翻唱陳百強作品                                                            |

| 903 | RTHK | 997 | TVB | 備註               |
| 11  | 24   | 6   | 19  | 四台冠軍歌總數：15 |
| 25  | 27   | 7   | 21  | 冠軍週數           |

（-）表示未有派台或上榜
（/）表示未有相關資料
（×）表示未有派上該台
（(1)）表示兩星期冠軍
（[1]）表示三星期冠軍
（{1}）表示四星期冠軍

## 演唱會
| 年份           | 演唱會                                             | 合作   | 場數   | 場地 |
| -------------- | -------------------------------------------------- | ------ | ------ | --- |
| 1989年         | 《長夜祝福演唱會》                                 |        | 10     | 香港紅磡體育館 |
| 1989年-1990年  | 《面對面美加澳巡迴演唱會》                         |        | 1      | 旧金山 |
| 1989年-1990年  | 《面對面美加澳巡迴演唱會》                         |        | 1      | 拉斯维加斯 |
| 1989年-1990年  | 《面對面美加澳巡迴演唱會》                         |        | 1      | 洛杉矶 |
| 1989年-1990年  | 《面對面美加澳巡迴演唱會》                         |        | 1      | 大西洋城 |
| 1989年-1990年  | 《面對面美加澳巡迴演唱會》                         |        | 1      | 多伦多 |
| 1989年-1990年  | 《面對面美加澳巡迴演唱會》                         |        | 1      | 温哥华 |
| 1989年-1990年  | 《面對面美加澳巡迴演唱會》                         |        | 1      | 悉尼娛樂中心 |
| 1989年-1990年  | 《面對面美加澳巡迴演唱會》                         |        | 1      | 墨爾本國家音樂廳 |
| 1991年         | 《春風得意演唱會》                                 |        | 11     | 香港紅磡體育館 |
| 1992年         | 《黑啤酒氣概十足義演》                             |        | 1      | 馬來西亞新山拉慶體育館 |
| 1992年         | 《黑啤酒氣概十足義演》                             |        | 1      | 馬來西亞吉隆坡默迪卡體育館                                                                                                   |
| 1992年         | 《支持華文教育籌款演唱會》                         |        | 1      | 馬來西亞布特拉體育館 |
| 1992年         | 《瀟灑走一回演唱會》                               |        | 2      | 上海體育館 |
| 1992年         | 《瀟灑走一回演唱會》                               |        | 3      | 中山体育场 |
| 1992年         | 《瀟灑走一回演唱會》                               |        | 3      | 广州天河体育场 |
| 1992年         | 《瀟灑走一回演唱會》                               |        | 3      | 深圳体育馆 |
| 1993年         | 《健康工程93'新春慈善演唱会》                      |        | 5      | 广州天河体育馆 |
| 1993年         | 《瀟灑走一回演唱會》                               |        | 11     | 香港紅磡體育館 |
| 1993年         | 《瀟灑走一回演唱會》                               |        | 3      | 遼寧省體育館 |
| 1993年         | 《瀟灑走一回演唱會》                               |        | 2      | 湛江體育中心 |
| 1993年         | 《支持奧運在北京演唱會》                           | 林子祥 | 5      | 北京首都体育馆 |
| 1993年         | 《情人知己演唱會》                                 | 林子祥 | 2      | 長沙賀龍體育場 |
| 1993年         | 《天長地久演唱會》                                 | 林子祥 | 2      | 臺北市立體育場 |
| 1993年         | 《高島屋開幕演唱會》                               |        | 1      | 新加坡高島屋廣場 |
| 1993年         | 《瀟灑走一回演唱會》                               |        | 1      | 吉隆坡PWTC默迪卡大禮堂 |
| 1993年         | 《瀟灑走一回演唱會》                               |        | 2      | 新加坡室內體育館 |
| 1994年         | 《新年演唱會》                                     |        | 1      | 高雄中山體育場 |
| 1994年         | 《知己相逢慈善演唱會》                             |        | 1      | 香港文化中心 |
| 1994年         | 《情人知己演唱會》                                 | 林子祥 | 2      | 吉隆坡國家體育館 |
| 1994年         | 《94'云顶演唱会》                                  |        | 1      | 马来西亚云顶露天剧场 |
| 1994年         | 《94'叶倩文贺九运演唱会》                          |        | 1      | 肇庆体育中心 |
| 1994年         | 《商臺暖流音樂會》                                 |        | 1      | 香港 |
| 1995年         | 《95'叶倩文世界巡回演唱会》                        |        | 1      | 日本 |
| 1995年         | 《95'叶倩文世界巡回演唱会》                        |        | 1      | 澳大利亞 |
| 1995年         | 《95'叶倩文世界巡回演唱会》                        |        | 1      | 加拿大 |
| 1995年         | 《95'叶倩文世界巡回演唱会》                        | 林子祥 | 2      | 大西洋城 |
| 1995年         | 《95'叶倩文世界巡回演唱会》                        |        | 2      | 新加坡室內體育館 |
| 1995年         | 《95'叶倩文世界巡回演唱会》                        |        | 1      | 吉隆坡南洋商報太子貿易中心                                                                                                   |
| 1995年         | 《95'叶倩文世界巡回演唱会》                        |        | 1      | 江门体育场 |
| 1995年         | 《95'叶倩文世界巡回演唱会》                        |        | 3      | 广州赛马场 |
| 1992-1995年    | 《中国内地巡回演唱会》                             |        | 20     | 具体城市、场馆信息待查(1995年10月22日香港《东方日报》报道其在中国内地已举办了五十多场演唱会，尚有二十场以上演唱会信息待考证) |
| 1996年         | 《真心演唱會》                                     |        | 1      | 吉隆坡賴路民政大廈 |
| 1996年         | 《96'叶倩文中国广东巡回演唱会》                    |        | 10     | 佛山 |
| 1996年         | 《96'叶倩文中国广东巡回演唱会》                    | 番禺   | 10     | |
| 1996年         | 《96'叶倩文中国广东巡回演唱会》                    | 广州   | 10     | |
| 1996年         | 《96'叶倩文中国广东巡回演唱会》                    | 江门   | 10     | |
| 1996年         | 《96'叶倩文中国广东巡回演唱会》                    | 顺德   | 10     | |
| 1997年         | 《談情説愛慈善演唱會》                             | 郑秀文 | 1      | 香港紅磡體育館 |
| 1998年         | 《緣定今生演唱會》                                 | 林子祥 | 2      | 马来西亚云顶云星剧场 |
| 1998年         | 《好氣連場演唱會》                                 | 林子祥 | 10     | 香港紅磡體育館 |
| 1999年         | 《好氣連場演唱會》                                 | 林子祥 | 1      | 美國拉斯維加斯 |
| 2001年         | 《雲頂演唱會》                                     | 林子祥 | 2      | 马来西亚云顶云星剧场 |
| 2001年         | 《悉尼演唱會》                                     | 林子祥 | 1      | 悉尼 |
| 2002年         | 《廣州經典金曲演唱會》                             | 林子祥 | 1      | 廣州天河體育場 |
| 2002年         | 《新城真我在舞台音樂會》                           |        | 1      | 香港會議展覽中心 |
| 2002年         | 《深圳經典金曲演唱會》                             | 林子祥 | 1      | 深圳體育館 |
| 2002年         | 《世界巡迴演唱會》                                 | 林子祥 | 1      | 舊金山 |
| 2002年         | 《世界巡迴演唱會》                                 |        | 2      | 紐約 |
| 2002年         | 《世界巡迴演唱會》                                 |        | 1      | 新加坡新達城 |
| 2003年         | 《拉闊音樂會》                                     | 陳奕迅 | 1      | 香港九龍灣國際展貿中心 |
| 2003年         | 《中僑慈善群星夜》                                 |        | 1      | 加拿大 |
| 2004年         | 《Now's My Prime 25周年金曲演唱會》                |        | 4      | 香港紅磡體育館 |
| 2004年         | 《25周年金曲演唱會》                               |        | 1      | 马来西亚云顶云星剧场 |
| 2004年         | 《瀟灑同行演唱會》                                 | 林子祥 | 1      | 悉尼 |
| 2004年         | 《瀟灑同行演唱會》                                 |        | 1      | 墨爾本 |
| 2004年         | 《瀟灑同行演唱會》                                 |        | 1      | 奧克蘭 |
| 2004年         | 《25周年金曲演唱會》                               |        | 1      | 溫哥華 |
| 2004年         | 《25周年金曲演唱會》                               |        | 1      | 多倫多 |
| 2005年         | 《25周年金曲演唱會》(返场篇)                       |        | 2      | 馬來西亞雲頂雲星劇場 |
| 2005年         | 《情人之葉演唱會》                                 |        | 1      | 北京工人体育馆 |
| 2005年         | 《港樂×葉蒨文 Sally Yeh HKPO Live》                |        | 3      | 香港紅磡體育館 |
| 2007年         | 《星夜情人演唱会》                                 |        | 1      | 新加坡新达城 |
| 2007年         | 《Sally Yeh Let's Party Live In Genting》          |        | 2      | 馬來西亞雲頂雲星劇場 |
| 2007年         | 《葉蒨文S P Setia現場演唱會》                      |        | 1      | 槟城 |
| 2007年         | 《葉蒨文S P Setia現場演唱會》                      | 1      | 吉隆坡 | |
| 2007年         | 《葉蒨文S P Setia現場演唱會》                      | 1      | 柔佛   | |
| 2008年         | 《Sally Yeh MGM Christmas Show》                   |        | 2      | 拉斯維加斯MGM Grand |
| 2009年         | 《情人知己演唱会》                                 |        | 2      | 马来西亚云顶云星剧场 |
| 2012年－2014年 | 《Sally Is Intimately Yours 葉蒨文完全是你演唱會》 |        | 4      | 香港紅磡體育館 |
| 2012年－2014年 | 《Sally Is Intimately Yours 葉蒨文完全是你演唱會》 |        | 3      | 马来西亚云顶云星剧场(2012年举办两场后于2013年返场加开一场)                                                                   |
| 2012年－2014年 | 《Sally Is Intimately Yours 葉蒨文完全是你演唱會》 |        | 1      | 新加坡博覽中心The MAX Pavilion                                                                                               |
| 2012年－2014年 | 《Sally Is Intimately Yours 葉蒨文完全是你演唱會》 |        | 2      | 康乃迪克州金神大賭場體育館                                                                                                   |
| 2012年－2014年 | 《Sally Is Intimately Yours 葉蒨文完全是你演唱會》 |        | 1      | 拉斯維加斯MGM Grand Garden Arena                                                                                             |
| 2012年－2014年 | 《Sally Is Intimately Yours 葉蒨文完全是你演唱會》 |        | 1      | 廣州體育館 |
| 2012年－2014年 | 《Sally Is Intimately Yours 葉蒨文完全是你演唱會》 |        | 1      | 四川省體育館 |
| 2012年－2014年 | 《Sally Is Intimately Yours 葉蒨文完全是你演唱會》 |        | 1      | 澳門威尼斯人酒店 金光綜藝館                                                                                                  |
| 2012年－2014年 | 《Sally Is Intimately Yours 葉蒨文完全是你演唱會》 |        | 2      | 尼亚加拉瀑布 凯涛皇宫赌场剧院                                                                                                |
|                |                                                    |        |        | |

## 演出作品

### 電影
| 首播   | 片名                         | 角色             | 導演            | 註備                                                                                   |
| 1980年 | 《一根火柴》                 |                  | 劉立立          | 演唱主題曲〈一根火柴〉，收錄於春天的浮雕專輯                                           |
| 1982年 | 《飄零的雨中花》             | 賀水芬           |                 | 演唱主題曲〈飄零的落花〉、插曲〈返回童年〉，收錄於愛的出發點專輯                       |
| 1982年 | 《賓妹》                     |                  |                 | 又名 你要活著回去                                                                      |
| 1982年 | 《殺入愛情街》               |                  | 黎大煒          |                                                                                        |
| 1983年 | 《紅粉兵團》                 | 煙槍龍飄飄       | 朱延平          | 演唱主題曲〈友誼〉，收錄於再好的離別也會思念專輯                                       |
| 1983年 | 《紅粉游俠》                 | 南驚天桑玲       | 傅立            | 又名 烈血長天                                                                          |
| 1983年 | 《空心大少爺》               |                  | 陳勳奇          |                                                                                        |
| 1984年 | 《少女日記》                 | 鍾老師(客串演出) | 楊凡            |                                                                                        |
| 1984年 | 《醜小鴨》                   |                  | 朱延平          |                                                                                        |
| 1984年 | 《上海之夜》                 | 凳仔/查小乔      | 徐克            | 演唱主題曲〈晚風〉，收錄於長夜 My Love Goodnight專輯                                   |
| 1984年 | 《靈氣逼人》                 | Angie            | 于仁泰          |                                                                                        |
| 1984年 | 《鐵板燒》                   |                  | 許冠文          |                                                                                        |
| 1985年 | 《惡漢笑擊隊》               |                  |                 | 又名 情報販子                                                                          |
| 1985年 | 《X陷阱》                    |                  | 朱延平          | 又名 七隻狐狸                                                                          |
| 1985年 | 《愛神一號》                 | May              | 林嶺東          | 演唱主題曲〈迷惑〉，收錄於長夜 My Love Goodnight專輯                                   |
| 1985年 | 《威龍猛探》(香港版獨有角色) |                  |                 |                                                                                        |
| 1986年 | 《補鑊英雄》                 | 阿珊             | 梁普智          | 又名 信不信由你 演唱主題曲〈變幻裡前行z〉，收錄於長夜 My Love Goodnight專輯            |
| 1986年 | 《最佳拍檔之千里救差婆》     |                  | 林嶺東          |                                                                                        |
| 1986年 | 《刀馬旦》                   | 白妞             | 徐克            | 演唱主題曲〈都是戲一場〉(未收於任何專輯)，插曲〈躲也躲不了〉(收錄於CHA CHA CHA專輯)    |
| 1986年 | 《The Laser Man》            | SuSu             | 王正方          | 美國合拍片                                                                             |
| 1988年 | 《大丈夫日記》               | 莎莉             | 楚原            | 與周潤發、王祖賢合唱主題曲〈大丈夫日記〉(收錄於周潤發《十二分十分吋》專輯)             |
| 1988年 | 《鐵甲無敵瑪利亞》           | 瑪利亞/先鋒二號  | 鍾志文          |                                                                                        |
| 1989年 | 《喋血雙雄》                 | 珍妮             | 吳宇森          | 演唱主題曲〈淺醉一生〉、插曲〈隨緣〉均收錄於面對面專輯)                                |
| 1991年 | 《豪門夜宴》                 | 賓客(客串演出)   | 張堅庭          |                                                                                        |
| 1991年 | 《莎莎嘉嘉站起來》           | 劉莎莎           | 蔡美詩、 張艾嘉 | 演唱主題曲〈春風秋雨〉(收錄於關懷專輯)，插曲〈我的愛和別人一樣〉(收錄於瀟灑走一回專輯) |
| 2003年 | 《愛在陽光下》               | (客串演出)       | 劉德華          | 由香港電台製作、香港關懷愛滋病基金資助的音樂電影，宣揚不要歧視愛滋病人信息             |

### 電視節目

#### 無綫電視
- 1982年：碧波競逐樂融融
- 1983年：明愛星輝暖萬家
- 1986年：棋逢敵手
- 1987年：博愛歡樂傳萬家
- 1987年：清潔香港之夜
- 1987年：第六屆新秀歌唱大賽
- 1987年：1987年度香港小姐競選決賽
- 1987年：白金巨星耀保良
- 1988年：群星共賀公益金
- 1988年：白金巨星耀保良
- 1988年：零時話風情
- 1989年：星光熠熠耀保良
- 1990年：慈善星輝仁濟夜
- 1990年：慧妍光輝顯愛心
- 1990年：博愛歡樂傳萬家
- 1990年：星光熠熠耀保良
- 1990年：葉蒨文TVB音樂特輯（外景訪談）
- 1990年：歡樂滿東華
- 1991年：公益金輝慈善夜
- 1991年：博愛歡樂傳萬家
- 1991年：華東水災籌款之夜
- 1991年：龍翔星輝競展能
- 1991年：星光熠熠耀保良
- 1991年：皇室金輝群星會
- 1991年：翡翠歌星賀台慶
- 1992年：1992年度國際華裔小姐競選
- 1992年：許冠傑光榮引退匯群星
- 1992年：博愛歡樂傳萬家
- 1992年：志蓮演藝同心獻關懷
- 1992年：清潔香港巨星拱照20年
- 1992年：葉蒨文音樂特輯之瀟灑闖紅塵（鞏俐、成龍、林子祥、杜德偉、陳玉蓮共演，榮獲「第35屆紐約國際電影電視－金獎」）
- 1992年：現代愛情戀曲之真情換此生（梁家輝共演）（音樂單元劇）
- 1992年：第十一屆新秀歌唱大賽
- 1992年：星光熠熠耀保良
- 1992年：翡翠歌星賀台慶
- 1992年：歡樂滿東華
- 1992年：第一屆中華模特兒大賽
- 1992年：星夜傾情（主持：鄭裕玲）（訪談）
- 1993年：慈善星輝仁濟夜
- 1993年：溫情冧歌嘉年華
- 1993年：公益金輝廿五年
- 1993年：清潔香港邁向21年
- 1993年：金利來金光閃耀25年
- 1993年：Satchi至尊演唱會之情人知己濃情夜（嘉賓：林子祥）（棚內演唱會）
- 1993年：1993年度香港小姐競選決賽
- 1993年：愛華金曲迷城夜
- 1993年：愛心匯聚今晚夜
- 1993年：劉德華熱浪勁爆音樂會
- 1993年：星光熠熠耀保良
- 1993年：花弗新世界（訪談）
- 1993年：翡翠歌星賀台慶
- 1993年：萬千星輝賀台慶（飛躍舞台Dancing Queen－葉蒨文、王菲、林憶蓮）
- 1993年：八美顯芳華－葉蒨文（訪談）
- 1993年：歡樂滿東華
- 1993年：信興香港40年 巨星輝煌慈善夜
- 1994年：慈善星輝仁濟夜
- 1994年：博愛歡樂傳萬家
- 1994年：超級樂壇創世紀（香港大球場）
- 1994年：全港反翻版唱片大行動
- 1994年：無限愛心獻關懷演唱會（棚內演唱會）
- 1994年：星光熠熠耀保良
- 1994年：萬顆善心耀志蓮
- 1994年：陳百強金曲紀念演唱會
- 1994年：周五紅人館
- 1994年：翡翠歌星賀台慶
- 1994年：萬千星輝賀台慶
- 1994年：歡樂滿東華
- 1995年：周三紅Friend區
- 1995年：霑霑自喜三十年
- 1995年：杜蕾斯無限關懷演唱會
- 1995年：林子祥與你星聲相識20年
- 1995年：港日巨星大聯盟
- 1996年：四海一心加港情
- 1996年：孝感動天（訪談）
- 1996年：星光熠熠耀保良
- 1996年：勁歌超星座
- 1996年：歡樂滿東華
- 1997年：1997年度國際華裔小姐競選（大會評判）
- 1997年：博愛歡樂傳萬家
- 1997年：星聲相識
- 1997年：香港特別行政區成立慶典
- 1997年：星光熠熠耀保良
- 1998年：星光閃耀新里程 新機場竣工慶典
- 1999年：1999年度香港小姐競選準決賽、總決賽（大會評判）
- 2000年：萬眾同心公益金
- 2002年：紫荊吐艷慶歡騰
- 2002年：星光熠熠耀保良
- 2002年：第14屆CASH流行歌曲創作大賽（表演嘉賓）
- 2003年：紅星會
- 2003年：四海一心加港情
- 2003年：不一樣的時刻（主持：鄭裕玲）
- 2003年：萬眾同心公益卅五年
- 2003年：保良125載愛心慈善夜
- 2003年：星光燦爛仁愛堂之明荃明曲獻愛心
- 2003年：京港都會展雙輝
- 2004年：葉蒨文瀟灑同行25年（嘉賓：張學友、劉德華、陳奕迅、容祖兒）（棚內演唱會）
- 2013年：星夢傳奇（評審）
- 2014年：杜德偉･巨星同學會（嘉賓）
- 2024年：2024香港小姐競選決賽（嘉賓）
- 2025年：中年好聲音3（決賽評判）

#### 中國內地
- 2012年：《我不是大明星》
- 2013年：《年代秀》
- 2016年：《我是歌手 (第四季)》
- 2016年：《天籟之戰》
- 2017年：《我想和你唱 (第二季)》
- 2017年：《金曲撈》
- 2022年：《聲生不息》

#### 马来西亚
- 2018年：《Astro经典名曲歌唱大赛2018》总决赛

## 獎項
| 年份   | 獎項                                                                     |
| ------ | ------------------------------------------------------------------------ |
| 1984年 | TVB十大勁歌金曲 十大金曲獎——零時十分                                     |
| 1984年 | TVB勁歌金曲第一季季選金曲獎——零時十分                                    |
| 1985年 | TVB勁歌金曲第二季季選金曲獎——長夜My Love Goodnight                       |
| 1985年 | TVB勁歌金曲第二季季選金曲獎——200度                                       |
| 1987年 | 商業電台年度十大中文唱片第一名——甜言蜜語                                 |
| 1987年 | 商業電台年度十大合唱金曲——乾一杯                                         |
| 1987年 | TVB勁歌金曲第二季季選金曲獎——甜言蜜語                                    |
| 1988年 | TVB十大勁歌金曲 十大金曲獎——祝福                                         |
| 1988年 | TVB十大勁歌金曲 金曲金獎——祝福                                           |
| 1988年 | TVB十大勁歌金曲 最佳作詞獎——祝福（潘偉源）                               |
| 1988年 | TVB十大勁歌金曲 最佳唱片監製獎——祝福（黃柏高/鍾定一/林子祥/葉蒨文）      |
| 1988年 | TVB勁歌金曲第二季季選金曲獎——祝福                                        |
| 1988年 | 香港電台十大中文金曲獎——祝福                                             |
| 1988年 | 香港電台十大中文金曲 最佳唱片監製獎——祝福（黃柏高/鍾定一/林子祥/葉蒨文） |
| 1988年 | 香港電台十大中文金曲 最佳中文（流行）歌詞獎——祝福（潘偉源）              |
| 1988年 | 叱吒樂壇女歌手金獎——葉蒨文                                               |
| 1988年 | 叱吒樂壇大碟IFPI大獎——祝福                                               |
| 1988年 | 叱吒樂壇至尊歌曲大獎——祝福                                               |
| 1988年 | 叱吒樂壇我最喜愛的歌曲大獎——祝福                                         |
| 1988年 | 香港電影金像獎最佳原創電影歌曲獎——黎明不要來                             |
| 1989年 | TVB勁歌金曲第二季季選金曲獎——面對面                                      |
| 1990年 | TVB十大勁歌金曲 最受歡迎女歌星——葉蒨文                                   |
| 1990年 | TVB十大勁歌金曲 金曲金獎——焚心以火                                       |
| 1990年 | TVB十大勁歌金曲 十大金曲獎——焚心以火                                     |
| 1990年 | TVB十大勁歌金曲 最佳作曲獎——焚心以火（顧嘉輝/黃霑）                      |
| 1990年 | TVB十大勁歌金曲 最佳編曲獎——焚心以火（顧嘉輝）                           |
| 1990年 | TVB十大勁歌金曲 最佳監制獎——焚心以火（黃霑）                             |
| 1990年 | 香港電台十大中文金曲獎——焚心以火                                         |
| 1990年 | 叱吒樂壇女歌手銀奬——葉蒨文                                               |
| 1990年 | 叱吒樂壇大碟IFPI大獎——珍重                                               |
| 1990年 | TVB勁歌金曲第二季季選金曲獎——珍重                                        |
| 1990年 | TVB勁歌金曲第二季季選金曲獎——焚心以火                                    |
| 1990年 | TVB勁歌金曲第三季季選金曲獎——諾言                                        |
| 1990年 | TVB勁歌金曲第四季季選金曲獎——秋去秋來                                    |
| 1991年 | 中国唱片总公司广州公司——最佳销售大奖（秋去秋来）                         |
| 1991年 | TVB十大勁歌金曲 最受歡迎女歌星——葉蒨文                                   |
| 1991年 | TVB十大勁歌金曲 十大金曲獎——信自己（葉蒨文/杜德偉）                      |
| 1991年 | TVB十大勁歌金曲 最佳音樂錄影帶演出獎——信自己（葉蒨文/杜德偉）            |
| 1991年 | 香港電台十大中文金曲獎——秋去秋來                                         |
| 1991年 | 香港電台十大中文金曲獎——信自己（葉蒨文/杜德偉）                          |
| 1991年 | 叱吒樂壇女歌手銅獎——葉蒨文                                               |
| 1991年 | TVB勁歌金曲第二季季選金曲獎——心裡的陽光                                  |
| 1991年 | TVB勁歌金曲第四季季選金曲獎————信自己（葉蒨文/杜德偉）                   |
| 1992年 | TVB十大勁歌金曲 最受歡迎女歌星——葉蒨文                                   |
| 1992年 | TVB十大勁歌金曲 十大金曲獎——情人知己                                     |
| 1992年 | TVB十大勁歌金曲 最受歡迎國語歌曲金獎——瀟灑走一回                         |
| 1992年 | TVB十大勁歌金曲 最佳作曲獎——瀟灑走一回（陳大力/陳秀男）                  |
| 1992年 | TVB十大勁歌金曲 最佳編曲獎——瀟灑走一回（Ricky Ho）                       |
| 1992年 | 香港電台十大中文金曲——瀟灑走一回                                         |
| 1992年 | 香港電台優秀國語歌曲金獎——瀟灑走一回                                     |
| 1992年 | 叱吒樂壇女歌手銀奬——葉蒨文                                               |
| 1992年 | 叱吒樂壇全國專業推介歌曲金獎——瀟灑走一回                                 |
| 1992年 | 新城電台勁爆女歌手金獎——葉蒨文                                           |
| 1992年 | 新城電台勁爆藝人瀟灑笑容獎——葉蒨文                                       |
| 1992年 | 台灣金曲獎最佳年度歌曲獎——瀟灑走一回                                     |
| 1992年 | 台灣金曲獎最佳作曲人——瀟灑走一回（陳大力/陳秀男）                        |
| 1992年 | 中國唱片總公司——91'最受歡迎女歌手                                        |
| 1992年 | 第35屆紐約國際電视電影節金獎——瀟灑闖紅塵                                 |
| 1992年 | 香港藝術家年獎——歌唱家獎                                                 |
| 1992年 | TVB勁歌金曲第二季季選金曲獎——瀟灑走一回                                  |
| 1992年 | TVB勁歌金曲第三季季選金曲獎——紅塵                                        |
| 1992年 | TVB勁歌金曲第四季季選金曲獎——情人知己                                    |
| 1993年 | TVB十大勁歌金曲 最受歡迎女歌星——葉蒨文                                   |
| 1993年 | TVB十大勁歌金曲 十大金曲獎——你今天要走                                   |
| 1993年 | TVB十大勁歌金曲 最受歡迎合唱歌曲銀奬——選擇                               |
| 1993年 | 香港電台十大中文金曲 最佳女歌手——葉蒨文                                  |
| 1993年 | 叱吒樂壇女歌手銅獎——葉蒨文                                               |
| 1993年 | 新城電台勁爆女歌手銀獎——葉蒨文                                           |
| 1993年 | 台灣第5屆金曲獎最佳國語歌曲女演唱人——葉蒨文（明月心）                    |
| 1993年 | 新加坡第一屆933金曲獎最受歡迎女歌手——葉蒨文                              |
| 1993年 | TVB勁歌金曲第二季季選金曲獎——你今天要走                                  |
| 1993年 | TVB勁歌金曲第四季季選金曲獎——完全是你                                    |
| 1993年 | 浙江省電視台——浙江最受歡迎港台女歌手                                     |
| 1994年 | TVB十大勁歌金曲 十大金曲獎——女人的弱點                                   |
| 1994年 | 香港電台十大中文金曲獎——女人的弱點                                       |
| 1994年 | 香港電台十大優秀流行歌手大獎——葉蒨文                                     |
| 1994年 | 香港電台最佳中文（流行）歌詞獎——女人的弱點（潘源良）                     |
| 1994年 | 新城電台勁爆節奏怨曲——女人的弱點                                         |
| 1994年 | 廣州十大原創金曲獎——我的愛對你說                                         |
| 1994年 | 廣州十大原創金曲獎演繹本地創作最受歡迎香港歌星獎——葉蒨文                 |
| 1994年 | 廣州新音樂十大金曲獎——我的愛對你說                                       |
| 1994年 | 廣州新音樂十大金曲獎最佳演繹獎——葉蒨文                                   |
| 1994年 | 廣州新音樂十大金曲最傑出貢獻獎——葉蒨文                                   |
| 1994年 | TVB勁歌金曲第一季季選金曲獎——女人的弱點                                  |
| 1995年 | 第三届中国金唱片奖——金唱片特别奖                                         |
| 1997年 | 香港電台金曲廿載十大最愛——瀟灑走一回                                     |
| 1997年 | 叱吒殿堂十大歌手/組合——葉蒨文                                            |
| 1997年 | TVB勁歌金曲第一季季選金曲獎——談情說愛(葉蒨文、鄭秀文合唱)                |
| 2002年 | TVB十大勁歌金曲 十大金曲獎——傷逝                                         |
| 2002年 | TVB十大勁歌金曲 最佳編曲獎——傷逝（Eric Kwok）                            |
| 2002年 | 四台聯頒音樂大獎歌曲獎——傷逝                                             |
| 2002年 | 香港電台十大中文金曲獎——傷逝                                             |
| 2002年 | 香港電台十大優秀流行歌手大獎——葉蒨文                                     |
| 2002年 | 香港電台最佳原創歌曲獎——傷逝                                             |
| 2002年 | 香港電台金曲銀禧榮譽大獎——葉蒨文                                         |
| 2002年 | 新城電台勁爆歌曲獎——傷逝                                                 |
| 2002年 | 新城電台全球勁爆歌曲獎——傷逝                                             |
| 2002年 | TVB勁歌金曲第三季季選金曲獎——傷逝                                        |
| 2002年 | TVB勁歌金曲第四季季選金曲獎——華麗緣                                      |
| 2003年 | TVB勁歌金曲第一季季選最佳華語歌曲——你聽到了沒有                          |
| 2010年 | 香港電台十大中文金曲——金針獎                                             |
| 2012年 | 香港新城國語力頒獎禮2012 殿堂歌手大獎——葉蒨文                            |
| 2014年 | 中国华语金曲奖2013 粤语十大金曲——精挑细选                                |
| 2014年 | 中国华语金曲奖2013 年度最佳粤语歌曲——精挑细选                            |
| 2014年 | 中国华语金曲奖2013 年度最佳作词——精挑细选（林夕）                        |

## 羽毛球與出賽記錄
38歲開始學習打羽毛球，師承馬來西亞選手李宗偉中國選手周昕，長期練球，雙手均可開打。長期擔任華人羽毛球推廣大使，代言多場球賽。
- 2005年舊金山灣區第21屆華人運動會羽球混合雙打冠軍(美國)
- 2008年第37屆世界清晨盃羽球賽(臺灣)(女雙八強止步，VIP組金牌，搭檔合庫羽球隊教練李維仁)
- 2009年第一屆全球华人羽毛球团体邀请赛(業餘C組雙打冠軍，搭檔熊國寶)
- 2011年第十八届﹝美的杯﹞全球华人羽毛球錦標賽VIP組
- 2014年第21屆全球華人羽毛球錦標賽(珠海)
- 2015年第22屆全球華人羽毛球錦標賽(長沙)
- 2016年第45屆世界清晨盃羽球賽(臺灣)(VIP組亞軍，搭檔張亞雯)

## 外部連結
- 蒨醉一生 （页面存档备份，存于）
- iLove-Sally.com （页面存档备份，存于）
- sallyeh.net （页面存档备份，存于）
- 葉蒨文的Facebook專頁
- 葉蒨文的新浪微博
- 葉蒨文在互联网电影资料库（IMDb）上的資料（英文）
- 在AllMovie上葉蒨文的頁面（英文）
- 葉蒨文在香港影庫上的簡介
- 葉蒨文在时光网上的簡介（简体中文）
- 葉蒨文在豆瓣上的资料（简体中文）